# Aroehoningeter
De aroehoningeter (Meliphaga aruensis) is een endemische bosvogel uit Nieuw-Guinea en de omliggende eilanden. Het is een middelgrote honingeter uit het geslacht Meliphaga

## Kenmerken
Honingeters uit dit geslacht lijken sterk op elkaar en onderscheiden zich van elkaar door het verspreidingsgebied waarin ze voorkomen en hun roep. De aroehoningeter is 17 cm lang en heeft een vrij grote ronde gele vlek op de oorstreek die bij sommige ondersoorten direct verbonden is met de eveneens gele "teugel" (horizontaal streepje op de kop in verlengde van mondhoek). DNA-onderzoek naar de taxonomie van de vogels wijst erop dat deze soort gesplitst zal worden in een zuidelijke en een noordelijke soort.

## Verspreiding en leefgebied
Het verspreidingsgebied van de aroehoningeter strekt zich uit over heel Nieuw-Guinea en de Aru-eilanden, Japen, D'Entrecasteaux-eilanden en de Trobriand-eilanden. Het leefgebied is tropisch laagland- en heuvellandbos in de zone tussen zeeniveau en 1200 m boven de zeespiegel.

## Status
De aroehoningeter heeft een ruim verspreidingsgebied en daardoor is de kans op de status kwetsbaar (voor uitsterven) gering. De grootte van de populatie is niet gekwantificeerd. Er is geen aanleiding te veronderstellen dat de soort snel in aantal achteruit gaat. Om deze redenen staat deze honingeter als niet bedreigd op de Rode Lijst van de IUCN.